# ایمره
ایمره (به مجاری: Imre)(زادهٔ ۱۱۷۴- مرگ ۱۲۰۴ میلادی) پادشاه مجارستان و کرواسی بود.
ایمره در روزگار پادشاهی پدرش - بلای سوم - تاج‌گذاری نمود، ولی با مرگ بلا برادر ایمره - آندراش دوم - دعوی پادشاهی نمود و میان دو برادر جنگ درگرفت. آندراش ایمره را وادار کرد تا کرواسی و دالماسی را به او واگذارد. از دیگر رویدادهای زمان پادشاهی او حملهٔ انریکو داندولو -دوجه جمهوری ونیز-در خلال جنگ صلیبی چهارم به مجارستان برای اشغال بخش زارا بود.
پیکر ایمره در شهر اگر به خاک سپرده شده‌است.